# Karim Bridji
Karim Bridji est un footballeur international algérien, né le 16 août 1981 à Amsterdam aux Pays-Bas. Il évolue comme milieu offensif droit.
Il compte 1 sélection en équipe nationale en 2006.

## Biographie

### Sélection
Karim a participé au tournoi qualificatif des Jeux olympiques d'été en 2004 avec l'Algérie, il participe aux trois matchs de poule en y inscrivant trois buts.
En 2006, il fête sa première et unique sélection en étant titulaire contre le Burkina Faso lors d'une défaite (1-2). Karim est remplacé par Ali Boulebda à la 70e minute.

## Palmarès
- RKC Waalwijk
  - Champion de Eerste divisie (D2) en 2011.